# Флаг Агаповского района
Флаг муниципального образования Ага́повский муниципальный район Челябинской области Российской Федерации — опознавательно-правовой знак, служащий официальным символом муниципального образования.
Флаг утверждён 27 сентября 2002 года и внесён в Государственный геральдический регистр Российской Федерации с присвоением регистрационного номера 1019.

## Описание
«Флаг Агаповского района представляет собой прямоугольное полотнище с соотношением ширины к длине 2:3, разделённое по горизонтали на две неравные полосы: верхнюю жёлтую в 2/3 полотнища и нижнюю в 1/3 полотнища, выщербленную посередине и рассечённую пополам на синюю и красную части, и воспроизводящее композицию из герба района: зелёный трилистник на жёлтом фоне».

## Обоснование символики
Главной фигурой флага Агаповского района является трилистник — символ плодородия, роста, обновления. Символика трилистника, или трёх соединённых листьев, как и сама цифра три, олицетворяет трёхчастную природу мира: небо, землю, воду и аллегорически передаёт различные направления социально-экономической жизни района.
Вместе с тем, трилистник аллегорически показывает три этапа в жизни района:
— основание села Агаповки в 1902 году;
— возведение Магнитогорского металлургического комбината;
— административные преобразования Агаповского района и его центра в 1935 году.
Листья — символ роста, обновления.
Зелёный цвет — это цвет природы, означает плодородие полей и символизирует жизнь, здоровье, надежду, возрождение.
Жёлтое (золотое) поле флага аллегорически показывает, что Агаповский район является житницей Магнитогорска. Жёлтый цвет (золото) — цвет солнца, скрытых сокровищ и богатства, зерна, плодородия, эликсира жизни, символизирует величие, уважение, великолепие.
Нижняя часть флага в форме магнита показывает непосредственную связь района с легендарной Магниткой: именно на территории района начиналось строительство комбината, и именно Агаповка дала первых строителей, а затем и первых металлургов Магнитки.
Красная часть флага говорит о трудолюбии жителей Агаповского района, занятых в различных отраслях народного хозяйства. Красный цвет в геральдике — символ мужества, самоотверженности, красоты, справедливой борьбы и жизни.
Синяя часть флага дополняет символику и аллегорически показывает географическое расположение района на реке Урал, а также природные памятники — Аблязовские луга — речные террасы с уникальным сообществом растений. Синий цвет (лазурь) — символ чести, славы, преданности, истины, красоты, добродетели и чистого неба.

## См. также

Флаги муниципальных образований Агаповского района
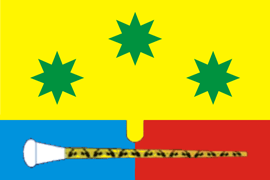
Флаг Агаповского сельского поселения
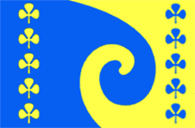
Флаг Буранного сельского поселения
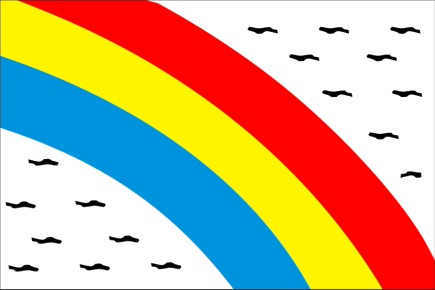
Флаг Желтинского сельского поселения
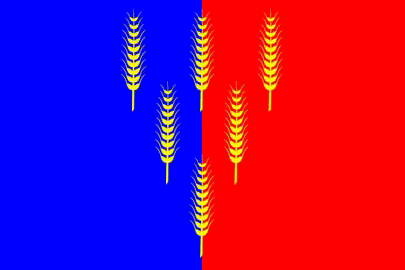
Флаг Магнитного сельского поселения
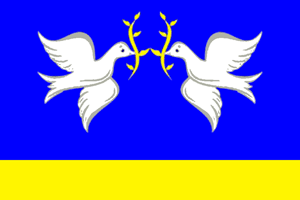
Флаг Наровчатовского сельского поселения
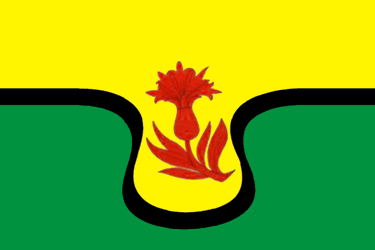
Флаг Первомайского сельского поселения
Флаг Приморского сельского поселения
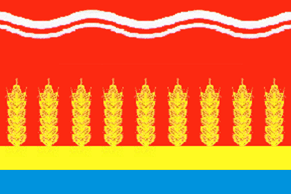
Флаг Светлогорского сельского поселения
Флаг Черниговского сельского поселения
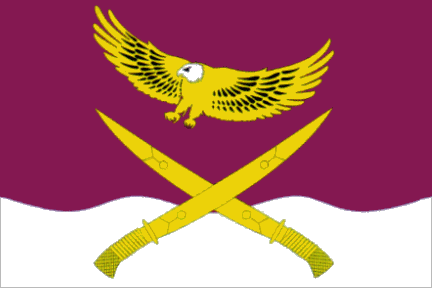
Флаг Янгельского сельского поселения